# Wulfe Balk
Wulfe Balk (Saint Andrews, 24 novembre 1955) è un ex schermidore canadese.

## Biografia
Ha partecipato ai Giochi della XXIV Olimpiade di Seul nel 1988.

## Palmarès
In carriera ha conseguito i seguenti risultati:
- Giochi Panamericani:

Indianapolis 1987: bronzo nella sciabola a squadre.